# Kukmori járás

A Kukmori járás Tatárföldön

A Kukmori járás (oroszul Кукморский район, tatárul Кукмара районы, udmurt nyelven Кукмор ёрос) Oroszország egyik járása Tatárföldön. Székhelye Kukmor.

## Népesség
- 1989-ben 49 558 lakosa volt.
- 2002-ben 53 691 lakosa volt.
- 2010-ben 52 021 lakosa volt, melyből 40 907 tatár, 7 278 udmurt, 2 779 orosz, 754 mari, 43 baskír, 40 ukrán, 23 csuvas, 2 mordvin.